# Episodi di Squadra Speciale Stoccarda (prima stagione)
La prima stagione della serie televisiva tedesca Squadra Speciale Stoccarda è stata trasmessa dal 12 novembre 2009 al 6 maggio 2010 su ZDF.
In italiano è stata trasmessa su Rai 2 dal 18 giugno al 17 settembre 2011, e dal 5 maggio al 9 giugno 2012.
| Nº | Titolo originale         | Titolo italiano            | Prima TV Germania | Prima TV Italia   |
| -- | ------------------------ | -------------------------- | ----------------- | ----------------- |
| 1  | Santa Maria              | Cena con ricatto           | 12 novembre 2009  | 18 giugno 2011    |
| 2  | Als geheilt entlassen    | Dimesso appena guarito     | 19 novembre 2009  | 25 giugno 2011    |
| 3  | Fancurve                 | Fronte Stoccarda           | 26 novembre 2009  | 2 luglio 2011     |
| 4  | Judaslohn                | La ricompensa di Giuda     | 10 dicembre 2009  | 9 luglio 2011     |
| 5  | Die kleine Zeugin        | Una piccola testimone      | 17 dicembre 2009  | 16 luglio 2011    |
| 6  | Babymacher               | Un figlio a tutti i costi  | 7 gennaio 2010    | 23 luglio 2011    |
| 7  | Feuertaufe               | Battesimo di fuoco         | 21 gennaio 2010   | 30 luglio 2011    |
| 8  | Stallorder               | Chi di brevetto ferisce... | 28 gennaio 2010   | 6 agosto 2011     |
| 9  | Entmündigt               | Interdizione               | 4 febbraio 2010   | 13 agosto 2011    |
| 10 | Blattschuss              | Battuta di caccia          | 11 febbraio 2010  | 20 agosto 2011    |
| 11 | Abgestempelt             | Cartoline                  | 4 marzo 2010      | 27 agosto 2011    |
| 12 | Zahltag                  | Giorno di paga             | 11 marzo 2010     | 3 settembre 2011  |
| 13 | Stimmen der Straße       | Sfida all'ultimo rap       | 18 marzo 2010     | 10 settembre 2011 |
| 14 | Tödliche Heilung         | Guarigione letale          | 25 marzo 2010     | 17 settembre 2011 |
| 15 | Die Detektivin           | La detective               | 1º aprile 2010    | 5 maggio 2012     |
| 16 | Saat des Todes           | L'orto di famiglia         | 8 aprile 2010     | 12 maggio 2012    |
| 17 | Spuren der Vergangenheit | Tracce del passato         | 15 aprile 2010    | 19 maggio 2012    |
| 18 | Ein eingespieltes Team   | Una squadra affiatata      | 22 aprile 2010    | 26 maggio 2012    |
| 19 | Tödliche Falle           | Trappola fatale            | 29 aprile 2010    | 2 giugno 2012     |
| 20 | Tod im Wasser            | Allarme ecologico          | 6 maggio 2010     | 9 giugno 2012     |

## Cena con ricatto
- Titolo originale: Santa Maria
- Diretto da:
- Scritto da:

## Dimesso appena guarito
- Titolo originale: Als geheilt entlassen
- Diretto da:
- Scritto da:

## Fronte Stoccarda
- Titolo originale: Fancurve
- Diretto da:
- Scritto da: